# Trentepohlia monacantha
Trentepohlia monacantha är en tvåvingeart som beskrevs av Alexander 1978. Trentepohlia monacantha ingår i släktet Trentepohlia och familjen småharkrankar.
Artens utbredningsområde är Fiji. Inga underarter finns listade i Catalogue of Life.